# 海弗利克极限
海弗利克極限又譯海富利克極限，又稱海弗利克現象（Hayflick phenomenon），指正常人類細胞群體在細胞分裂停止前所能分裂的次數限制。經驗證據顯示，每個細胞的DNA所相連接的端粒，在每次新的細胞分裂後會略微縮減，直至縮減至一個極限長度為止。
海弗利克極限這一概念是在1961年由賓夕法尼亞州費城威斯達研究所的美國解剖學家李奧納多·海弗利克提出。海弗利克證明了一個正常的人類胎兒細胞群體，在細胞培養下可以分裂40-60次，而此細胞群體將會進入衰老期；這駁斥了諾貝爾獎得主亞歷克西·卡雷爾「一般正常的細胞具有永生性」的論點。每次有絲分裂會略微縮短細胞中附著於DNA上的端粒，而人體中端粒的縮短最終會导致細胞分裂無法進行；這種細胞群體衰老機制的出現，和整個人體的生理性衰老有所關連。此機制似乎也能夠防止基因體不穩定；端粒的縮短會限制細胞分裂的次數，也就可以預防人類衰老細胞中癌细胞的發展情況。然而，端粒的縮短會傷害免疫功能，因此可能同时增加了患癌風險。

## 端粒的長度

在細胞凋亡之前，每個細胞平均可以分裂50─70次。當細胞分離時，染色體末端的端粒會變小。海弗利克極限理論認為，隨著細胞分裂，端粒會不斷縮小，最終將不會出現在染色體上；此最終階段就是所謂的衰老期，也證明了「端粒損壞與細胞衰老之間具有關連性」的概念。

海弗利克極限發現與DNA鏈末端的端粒區域長度相關。在DNA複製的過程中，每個DNA鏈末端的短小片段（端粒）在每次DNA複製完成後，即無法複製而丟失。DNA的端粒區域無法解碼成任何一個蛋白質，僅僅在DNA的末端區域形成一個重複的編碼，而DNA複製後失去的也是這個編碼。在多次DNA複製之後，端粒就會消耗殆盡，導致細胞開始凋亡。這種機制可以預防DNA複製的錯誤，進而預防基因突變的發生。一旦端粒在細胞多次複製之後消耗殆盡，細胞將無法複製下去；此時該細胞就會達到自身的海弗利克極限。
這個過程不會發生在大多數的癌細胞中，起因在於一種稱做端粒酶的酵素。此酵素可以維持端粒的長度，這會導致癌細胞中的端粒不會縮短，且給予這些細胞無限複製的潛力。目前正在研擬中的癌症治療方案提出使用酶抑制劑，可以阻止端粒的復原，讓癌細胞變得如同一般體細胞一樣凋亡。此外，端粒酶激活劑可以修復或延長健康細胞中的端粒，進而延長這些健康細胞的海弗利克極限，但也会給予它们癌細胞的特徵。端粒酶的激活也可能延長免疫系統中細胞的端粒長度，來預防端粒非常短的細胞發生癌变。
在體外實驗中，肌肽可以增加人類纖維母細胞的海弗利克極限，也可以抑制端粒縮短的速度。

## 註解
1. ↑  澳大利亞諾貝爾獎得主弗蘭克·麥克法蘭·伯內特爵士首次在其著作（1974年）使用「海弗利克極限」此術語[3]。